# Мишлаєвський Олександр Захарович
Олекса́ндр Заха́рович Мишлає́вський (нар.12 березня 1856, Златопіль — пом.1920) — російський генерал від інфантерії, начальник Головного управління Генерального штабу Російської імперії (1909), професор, військовий історик.

## Життєпис

### Родина
Народився 12 березня 1856 року в Златополі у дворянській сім'ї православного колезького асесора, викладача місцевого повітового дворянського училища. Хрещення відбулося у Церкві Святого Миколая 19 березня 1856 року, а хрещеними батьками стали викладач предмету «Російська мова» Златопільського повітового дворянського училища, колезький секретар Микола Васильович Матросов та місцева дворянка Юзефа Лукановська.
Батько Захар Якович Мишлаєвський (нар.1807 — пом.?) — педагог. Закінчив Київську Духовну академію. У 1835-1839 навчальних роках — викладач історії Радомислянського повітового дворянського училища спочатку без чину, у 1839-1840 навчальному році — викладач історії та географії у 12 класі, а у 1840-1842 навчальних роках — викладач історії та географії у чині колезький секретар. Ймовірно опісля переїжджає до Златополя, оскільки 1852 року вже згадується як колишній викладач місцевого повітового дворянського училища, а наступного 1853 року вся його сім'я згадується у місцевих сповідальних відомостях. Але вже у 1855-1859 навчальних роках джерелами згадується знову як викладач латинської мови місцевого повітового дворянського училища у чині титулярний радник, а в 1859-1864 навчальних роках — у чині колезький асесор. У 1865-1867 навчальних роках у Житомирському рабинському училищі — як викладач географії, у 1867-1869 навчальних роках — як старший наглядач у чині надвірний радник, а в 1869-1873 навчальних роках — у чині колезький радник. Згадується як викладач Київського військового округу. Автор перекладу одного з відомих стародруків
Мати Параска Миколаївна (нар.1811).
Брат Арсеній (нар.1839).
Брат Григорій (нар.1848), закінчив Златопільське повітове дворянське училище (випуск 1864 року).
Сестра Марія (нар.1844).
Сестра Анастасія (нар.2 жовтня 1852, Златопіль).

### Навчання
Закінчив Житомирську класичну гімназію.
1876 року закінчив 2-е військове Костянтинівське училище по 1-му розряду із скеруванням у Михайлівське артилерійське училище.
1877 року закінчив Михайлівське артилерійське училище по 1-му розряду із скеруванням у 15-у артилерійську бригаду.
1884 року закінчив Академію Генерального штабу по 1-му розряду.

### Військова діяльність

#### Звання
На службі з 1 вересня 1874 року.
- Прапорщик з 22 травня 1877 року з вислугою з 10 серпня 1876 року.
- Підпоручик з 26 грудня 1877 року.
- Поручик з 18 грудня 1878 року.
- Штабс-капітан з 4 грудня 1883 року.
- Капітан з 25 березня 1884 року.
- Підполковник з 24 квітня 1888 року.
- Полковник за заслуги 5 квітня 1892 року.
- Генерал-майор за заслуги з 6 грудня 1900 року.
- Генерал-лейтенант за заслуги з 6 грудня 1906 року.
- Генерал від інфантерії за заслуги з 6 грудня 1912 року.

#### Посади та командування
- Прапорщик 15-ї артилерійської бригади (з [22 травня]] 1877 року).
- Офіцер для особливих доручень при штабі 13-го армійського корпусу (8 листопада 1884 — 26 січня 1888).
- Командир роти у 1-му лейб-гренадерському Катеринославському полку (1 грудня 1886 — 1 грудня 1887).
- Штаб-офіцер при управлінні начальника 18-ї місцевої бригади (26 січня — 2 квітня 1888).
- Штаб-офіцер для доручень при штабі Київського військового округу (2 квітня — 30 липня 1888).
- Старший ад'ютант штабу Київського військового округу (30 липня — 17 листопада 1888).
- Старший ад'ютант штабу Московського військового округу (17 листопада 1888 — 17 серпня 1891).
- Молодший діловод канцелярії Військово-наукового комітету Головного штабу (17 серпня 1891 — 2 січня 1897).
- Командир батальйону в 3-му гренадерському Перновському полку (5 травня — 5 вересня 1895).
- Старший діловод канцелярії Військово-наукового комітету Головного штабу (2 січня 1897 — 18 січня 1899).
- Начальник військово-наукового архіву Головного штабу (18 січня 1899 — 1 травня 1903).
- В числі 2-х генералів передбачених за штатом при Головному штабі (1 травня 1903 — 16 лютого 1904).
- Начальник 1-го відділення управління чергового генерала Головного штабу (1 травня 1903 — 6 липня 1905).
- Черговий генерал Головного штабу (6 липня 1905 — 22 травня 1908).
- Начальник Головного штабу (22 травня 1908 — 14 березня 1909).
- Начальник Головного управління Головного штабу (14 березня [[1909] — 19 вересня 1909).
- Командир 2-го Кавказького армійського корпусу (19 вересня 1909 — 24 грудня 1913).
- Помічник по військовій частині намісника на Кавказі (24 грудня 1913).
- Помічник командувача Кавказької армією (30 серпня 1914).

Фактично з 30 серпня 1914 року в його руках зосередилося все оперативне керівництво російськими збройними силами на Кавказі (перестарілий Воронцов-Дашков вважався Головнокомандувачем номінально). 11 грудня 1914 року він та начальник штабу генерал М. М. Юденич прибули в діючу армію і він узяв на себе командування над російськими військами. Стан справ складався не на користь 60-ти тисячної армії російських військ, так як виявився глибокий обхід 90-тисячною армією турок головних сил Кавказької армії в напрямку Сарикамиша, і він, оцінивши стан як критичний, віддав 13 грудня 1914 року наказ про відступ російських військ на Кавказі. Після цього він покинув армію і виїхав до Тифлісу. У Тифлісі, намагаючись виправдати свої дії, надав доповідь про загрозу турецького вторгнення на Кавказ, чим викликав паніку і дезорганізацію тилу армії. Однак начальник штабу генерал М. М. Юденич узяв на себе командування і, підтягнувши резерви, маневруючи та скориставшись тим, що небувалі морози призвели до 80-ти відсоткових втрат турків, розбив цей турецький корпус.
У відставці через хворобу з мундиром і пенсією (31 березня — 23 липня 1915).
Відкликаний з відставки у розпорядженні військового міністра (23 липня 1915).
Одночасно є головою Комітету у справах металургійної промисловості Особливої наради з оборони держави (25 листопада 1915).
Після Лютневої революції призначений товаришем (так називалась посада заступника) голови Комісії щодо поліпшення побуту військових чинів (5 березня 1917).
7 березня 1917 року призначений командувачем військами Казанського військового округу, але з 2 червня 1917 року знову в розпорядженні військового міністра.

### Викладацька діяльність
1885—1891 навчальний рік — викладач тактики та військової історії Олександрівського військового училища у чині підполковник.
Екстраординарний професор (26 серпня — 6 листопада 1898), ординарний професор (6 листопада 1898 — 20 січня 1905), заслужений професор (з 20 січня 1905) Миколаївської академії Генерального штабу.
Почесний член конференції Імператорської Миколаївської військової академії (17 серпня 1905).

### Наукова діяльність
1910 року — почесний член Вітебської археографічної комісії.
Почесний член Санкт-Петербурзького археологічного інституту (15 грудня 1907).
Почесний член Московського археологічного інституту (1 серпня 1907).
Засновник Російського військово-історичного товариства.
Друковані праці:
- Северная война на Ингерманландском и Финляндском театрах в 1708—1714 гг. (Документы гос. архива). — Спб., 1893.(рос. дореф.)
- Петр Великий. Военные законы и инструкции. — Спб., 1894.(рос. дореф.)
- Петр Великий. Война в Финляндии в 1712—1714 годах. — Спб., 1896.(рос. дореф.)
- Крепости и гарнизоны южной России в 1718 г. Спб., 1897.
- Война с Турцией 1711 г. — Спб., 1898.(рос. дореф.)
- Фельдмаршал граф Б. П. Шереметев: Военно-походный журнал 1711 и 1712 гг. СПб.: Воен.-учен. к-т Гл. штаба, 1898.(рос. дореф.)
- Офицерский вопрос в XVII веке (Очерк из истории военного дела в России). СПб. Типография Главного Управления Уделов, Моховая, 40. 1899. [Архівовано 18 грудня 2016 у Wayback Machine.](рос.)
- Две катастрофы. Суворов в Швейцарии. Петр на Пруте. — Спб., 1901.(рос. дореф.)
- Северная война 1708 г. От р. Уллы и Березины за р. Днепр. — Спб., 1901.(рос. дореф.)
- Военные действия в Китае. 1900—1901 гг. Ч. 1. — Спб., 1905.(рос. дореф.)

### Останні роки життя
З грудня 1917 року — голова Кавказької військово-історичної комісії з узагальнення досвіду Першої світової війни на Кавказькому фронті. За деякими відомостями, розстріляний червоноармійцями під час громадянської війни в Росії.. Помер 1920 року.

### Нагороди
- Орден Святої Анни 3 ступеня (1886).
- Орден Святого Станіслава 2 ступеня (1890).
- Орден Святої Анни 2 ступеня (1896).
- Орден Святого Володимира 4 ступеня (1899).
- Орден Святого Володимира 3 ступеня (1903).
- Орден Святого Станіслава 1 ступеня (1904).
- Орден Святої Анни 1 ступеня (1908).
- Орден Святого Володимира 2 ступеня (6 грудня 1911).
- Орден Білого Орла (6 грудня 1915).
- Орден Святого Олександра Невського (6 грудня 1916).

## Сім'я
Дружина
Пасербиця
Син Владислав (нар.? — пом.15 жовтня 1951) — полковник лейб-гвардії 3-го стрілецького полку. У ЗСПР і Російській Армії до евакуації Криму. Служив у Російському Корпусі.

## Зазначення
1. ↑  Державний архів Кіровоградської області. Церква Святого Миколая, м. Златопіль Черкаського округу Київської губернії. Метрична книга реєстрації актів про народження. Ф. 573 оп. 1 спр. 10 С.70зв-71 [Архівовано 30 листопада 2016 у Wayback Machine.](рос. дореф.)
2. ↑  Чудакова Мариэтта Омаровна Жизнеописание Михаила Булгакова. 1988 С. 56 [Архівовано 13 січня 2017 у Wayback Machine.](рос.)
3. ↑  Месяцеслов и Общий Штат Российской Империи на 1836 год. (часть 1 и 2). Ч. 1 С. 557 [Архівовано 5 квітня 2016 у Wayback Machine.](рос. дореф.)
4. ↑  Месяцеслов и Общий Штат Российской Империи на 1837 год. (часть 1 и 2). Ч. 1 С. 650 [Архівовано 16 січня 2017 у Wayback Machine.](рос. дореф.)
5. ↑  Месяцеслов и Общий Штат Российской Империи на 1838 год. (часть 1 и 2). Ч. 1 С. 645 [Архівовано 16 січня 2017 у Wayback Machine.](рос. дореф.)
6. ↑  Месяцеслов и Общий Штат Российской Империи на 1839 год. (часть 1 и 2). Ч. 1 С. 585 [Архівовано 16 січня 2017 у Wayback Machine.](рос. дореф.)
7. ↑  Месяцеслов и Общий Штат Российской Империи на 1840. Часть 1 и 2. Ч. 1 С. 592—593 [Архівовано 16 січня 2017 у Wayback Machine.](рос. дореф.)
8. ↑  Месяцеслов и Общий Штат Российской Империи на 1841. Часть 1 и 2. Ч. 1 С. 371 [Архівовано 5 березня 2016 у Wayback Machine.](рос. дореф.)
9. ↑  Месяцеслов и Общий Штат Российской Империи на 1842. Часть 1 и 2. Ч. 1 С. 382 [Архівовано 20 грудня 2016 у Wayback Machine.](рос. дореф.)
10. ↑  Державний архів Черкаської області. 3. Миколаївська церква, м-ко Златопіль Чигиринського повіту Златопільської волості. Ф. 403 оп. 1 спр. 2 С. 99 [Архівовано 18 квітня 2016 у Wayback Machine.](рос. дореф.)
11. ↑  Державний архів Кіровоградської області. Церква Святого Миколая, м. Златопіль Черкаського округу Київської губернії. Сповідальні відомості за 1853 рік. Ф. 573 оп. 1 спр. 1 С.2 [Архівовано 30 листопада 2016 у Wayback Machine.](рос. дореф.)
12. ↑  Державний архів Кіровоградської області. Церква Святого Миколая, м. Златопіль Черкаського округу Київської губернії. Метрична книга реєстрації актів про народження. Ф. 573 оп. 1 спр. 10 С.70зв-71 [Архівовано 30 листопада 2016 у Wayback Machine.](рос. дореф.)
13. ↑  Адрес-Календарь. Общая роспись всех чиновных особ в государстве на 1858—1859 год., Часть 1 и 2. Ч. 1 Р. II С. 202 [Архівовано 16 січня 2017 у Wayback Machine.](рос. дореф.)
14. ↑  Адрес-Календарь. Общая Роспись всех чиновных особ в государстве на 1859 год. Часть 1 и 2. Ч. 1 С. 428 [Архівовано 20 грудня 2016 у Wayback Machine.](рос. дореф.)
15. ↑  Адрес-Календарь. Общая Роспись начальствующих и прочих должностных лиц на 1860-61 год. Ч. 1 С. 384 [Архівовано 16 січня 2017 у Wayback Machine.](рос. дореф.)
16. ↑  1864. Адрес-календарь лиц служащих в Киевской губернии и статистический сборник. С. 116 [Архівовано 16 січня 2017 у Wayback Machine.](рос. дореф.)
17. ↑  Адрес-Календарь. Общая Роспись начальствующих и прочих должностных лиц на 1865-66 год. Ч. 1 С. 371 [Архівовано 20 грудня 2016 у Wayback Machine.](рос. дореф.)
18. ↑  Адрес-Календарь. Общая Роспись начальствующих и прочих должностных лиц на 1866-67 год. Ч. 1 С. 389 [Архівовано 20 грудня 2016 у Wayback Machine.](рос. дореф.)
19. ↑  Адрес-Календарь. Общая роспись начальствующих и прочих должностных лиц по всем управлениям в Российской Империи на 1868 год. Часть 1 и 2. Ч. 1 С. 424 [Архівовано 20 грудня 2016 у Wayback Machine.](рос. дореф.)
20. ↑  Адрес-Календарь. Общая роспись нанальствующих и прочих должностных лиц по всем управлениям в Российской Империи на 1869 год. Часть 1 и 2. Ч. 1 С. 430 [Архівовано 20 грудня 2016 у Wayback Machine.](рос. дореф.)
21. ↑  Адрес-Календарь. Общая Роспись начальствующих и прочих должностных лиц на 1870 год. Ч. 1 С. 458 [Архівовано 20 грудня 2016 у Wayback Machine.](рос. дореф.)
22. ↑  Адрес-Календарь. Общая Роспись начальствующих и прочих должностных лиц на 1871 год. Ч. 1 С. 461 [Архівовано 20 грудня 2016 у Wayback Machine.](рос. дореф.)
23. ↑  Адрес-Календарь. Общая Роспись начальствующих и прочих должностных лиц на 1871 год. Ч. 1 С. 417 [Архівовано 20 грудня 2016 у Wayback Machine.](рос. дореф.)
24. ↑  Адрес-Календарь. Общая Роспись начальствующих и прочих должностных лиц в Российской Империи на 1873 год. Часть 1 и 2. Ч. 1 С. 407 [Архівовано 20 грудня 2016 у Wayback Machine.](рос. дореф.)
25. ↑  Список чиновников и преподавателей Киевского военного округа. — Київ, 1859. — С. 237.(рос. дореф.)
26. ↑  Мишлаєвський Захар Якович (переклад.). Предречение о падении турецкой империи, возвещенное султану Амурату аравийским звездословом Муста Эддыном, с присовокуплением к сему любопытного предсказания стошестилетнего швейцарского старца Мартына Задека о взятии Константинополя, столицы Турецкой империи, и о пророчестве, найденном на гробе Константина Великого на греческом языке с преложением оного на российской и с прибавлением предречения о том же предмете славного Иакова Спона. — Москва : тип. Августа  Семена, 1828. — 42 с.(рос. дореф.)
27. ↑  Андрієвський А. Історична записка про Златопільську гімназію до дня її п'ятдесятирічного ювілею у серпні місяці 1887 р. Київ. 1887. С. 61-66// Петербургский Генеалогический Портал [Архівовано 25 жовтня 2016 у Wayback Machine.](рос.)
28. ↑  Армяне и Первая мировая//«НОЕВ КОВЧЕГ» № 10 (240) июнь (1–15) 2014 г. [Архівовано 10 жовтня 2016 у Wayback Machine.](рос.)
29. ↑  Александровское военное училище//РІА [Архівовано 5 грудня 2016 у Wayback Machine.](рос.)
30. ↑  Список членов Витебской археографической комиссии//Архив историка Анишчанки [Архівовано 5 грудня 2017 у Wayback Machine.](рос.)
31. ↑  МЫШЛАЕВСКИЙ Александр Захарьевич//Министерство обороны Российской Федерации (Минобороны России)/Энциклопедия/История ведомства [Архівовано 6 листопада 2016 у Wayback Machine.](рос.)
32. ↑  Мышлаевский Александр Захарьевич//Русская армия в Великой войне [Архівовано 4 березня 2016 у Wayback Machine.](рос.)